# 19. peruť RAF
19. peruť (anglicky No. 19 Squadron, někdy uváděno v podobě No. XIX Squadron) je bývalá peruť Royal Air Force.

## Historie

### První světová válka
19.peruť Royal Flying Corps byla založena 1. září 1915:s.55 a po absolvování výcviku, během kterého užívala řadu různých typů, byla v červenci 1916 odeslána na frontu do Francie se stroji Royal Aircraft Factory B.E.12. Později byla vybavena bojově hodnotnějšími SPADy francouzského původu.
Od listopadu 1917 peruť začala přejímat Sopwithy Dolphin, jimiž do konce ledna 1918 plně nahradila dosavadní Spady, a 3. února s nimi podnikla první operační hlídkový let. Po vybavení Dolphiny peruť prováděla i doprovodné lety. Do konce války se u 19. peruti vyskytla řada es, počítaje v to i Alberta Desbrisay Cartera, Johna Leacrofta, Arthura Bradfielda Fairclougha, Olivera Brysona, Gordona Budda Irvinga, Fredericka Sowreye, budoucího Air Commodore Patricka Huskinsona, Cecila Gardnera, Rogera Amedee Del'Haye, budoucího Air Chief Marshala Jamese Hardmana, Finlaye McQuistana, Alexandra Pentlanda, Johna Candyho, Cecila Thompsona, Johna Aldridge, a Wilfreda Ernesta Younga.
Mezi velícími důstojníky peruti byl i H.D. Harvey-Kelly, v roce 1914 první pilot RFC, který přistál na půdě Francie.

### Meziválečné období
Po skončení války byla peruť 31. prosince 1919:s.47 rozpuštěna, ale již 1. dubna 1923 byla reaktivována na základně RAF Duxford.:s.47 Užívala pak řadu různých stíhacích typů a v květnu 1935 se stala první perutí vybavenou letouny Gloster Gauntlet, a 4. srpna 1938 jako první obdržela do výzbroje stíhačky Supermarine Spitfire.:s.48

### Druhá světová válka

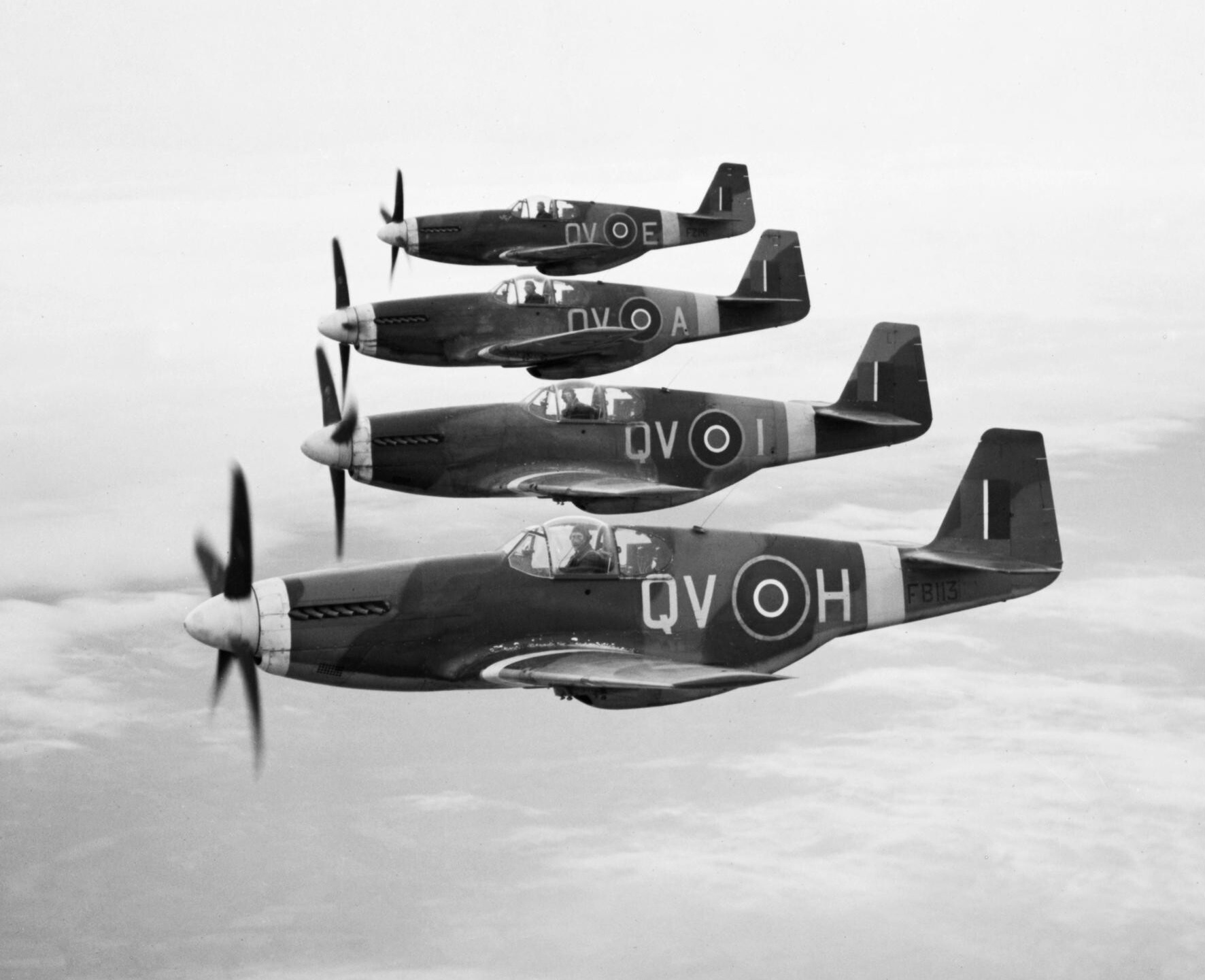
Mustangy Mk.III 19. peruti v dubnu 1944.

V době vypuknutí druhé světové války se peruť stále nacházela ve Spojeném království a jako součást 12. skupiny Fighter Command se zúčastnila bitvy o Británii.:s.525 Na podzim roku 1940 byla (spolu s 242. (kanadskou) a 310. (československou) perutí vyzbrojenými Hurricany) součástí Duxfordského wingu (křídla) 12. skupiny jemuž velel Douglas Bader.
Novější verze Spitfirů užívala až do počátku roku 1944, kdy je nahradila Mustangy, které používala především k hloubkovým náletům.:s.56 
Po vylodění v Normandii byla 19. peruť krátce přeložena na evropský kontinent, než se vrátila do Británie na základnu RAF Peterhead, odkud poskytovala dálkový stíhací doprovod strojům Coastal Command operujícím u norských břehů.:s.49

### Poválečná éra
V poválečném období útvar užíval nejprve typ de Havilland Hornet a později různé proudové stíhačky, včetně Hawkerů Hunter a později English Electric Lightning (1960-1964) ze základny RAF Leconfield. Peruť, spolu se sesterskou 92. perutí plnila v době studené války roli pohotovostních záchytných stíhačů protivzdušné obrany, než byla 9. ledna 1992 rozpuštěna. Poslední základnou před rozpuštěním peruti byla RAF Wildenrath v Německu nedaleko Geilenkirchen.:s.56
Označení bylo poté v září 1992 předáno dosavadní 63. peruti užívající BAE Hawk na základně RAF Chivenor. Jednalo se o stínovou identitu No. 2 Tactical Weapons Unit. Po ukončení provozu proudových strojů v Chivenoru byla peruť v září 1994 přeložena na základnu RAF Valley jako jednotka poskytující na strojích Hawk pokročilý výcvik na rychlých proudových strojích.
V květnu 2008 byl jeden z Hawků T.1 peruti, sériového čísla XX184, zbarven v kamufláži napodobující zbarvení strojů Supermarine Spitfire, na památku 70. výročí od doby kdy se jednotka v Duxfordu stala první operující se stroji Spitfire.

### Rozpuštění
Po publikaci Strategic Defence and Security Review 2010 Air Force Board roku 2011 dospělo k rozhodnutí, že výcviková role 19. peruti může být předána obnovené 4. (rezervní) peruti. 19. peruť, jedna z posledních přežívajících perutí z doby bitvy o Británii, tak byla rozpuštěna 24. listopadu 2011, 96 let poté, co byla poprvé zformována.
Rozpuštěcí ceremonie jednotky, konaná na základně RAF Valley, byla vedená posledním velitelem útvaru Wg/Cdr Kevinem Marshem, a zúčastnili se jí náčelník štábu RAF Air Chief Marshal Sir Stephen Dalton, bývalý velitel Strike Command Air Chief Marshal Sir William Wratten a Flight Lieutenant Ken Wilkinson, veterán perutě, který se s ní zúčastnil bitvy o Británii.

## Užívané typy letadel

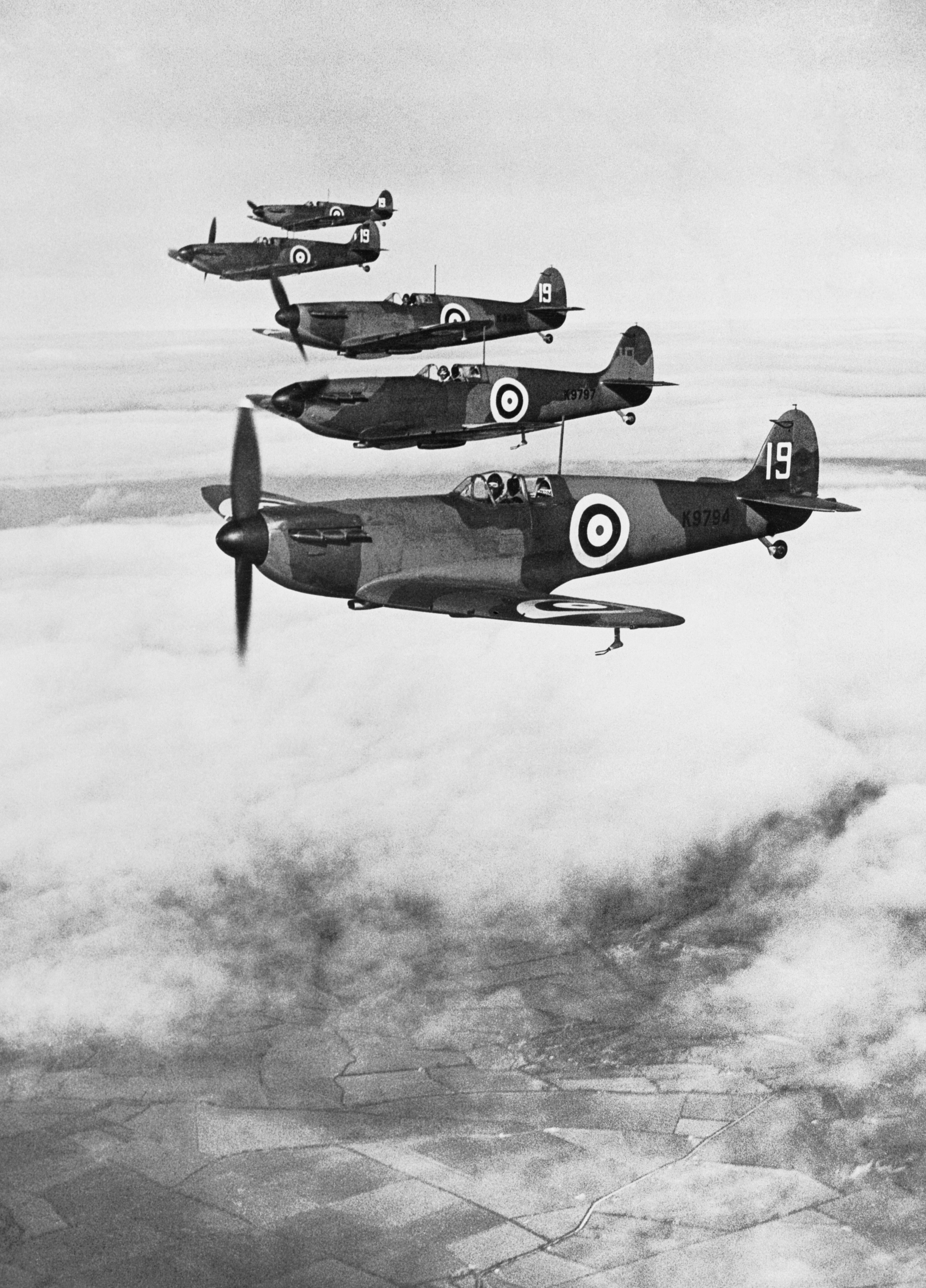
Squadron Leader Cozens v čele formace šesti nových Spitfirů Mk.I 19. peruti, 31. říjen 1938.

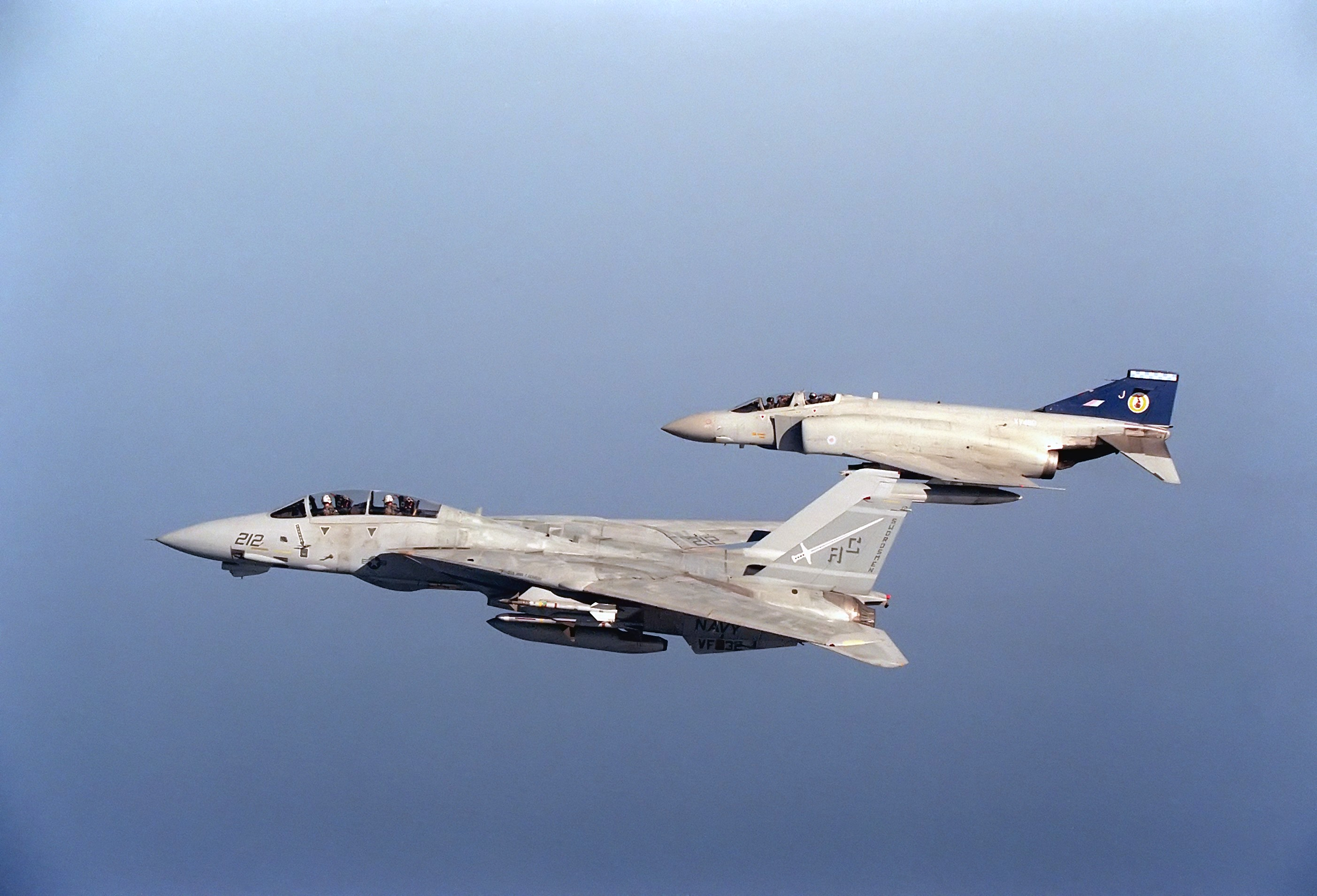
Phantom FGR.2 19. peruti s F-14A US Navy během operace Desert Shield.

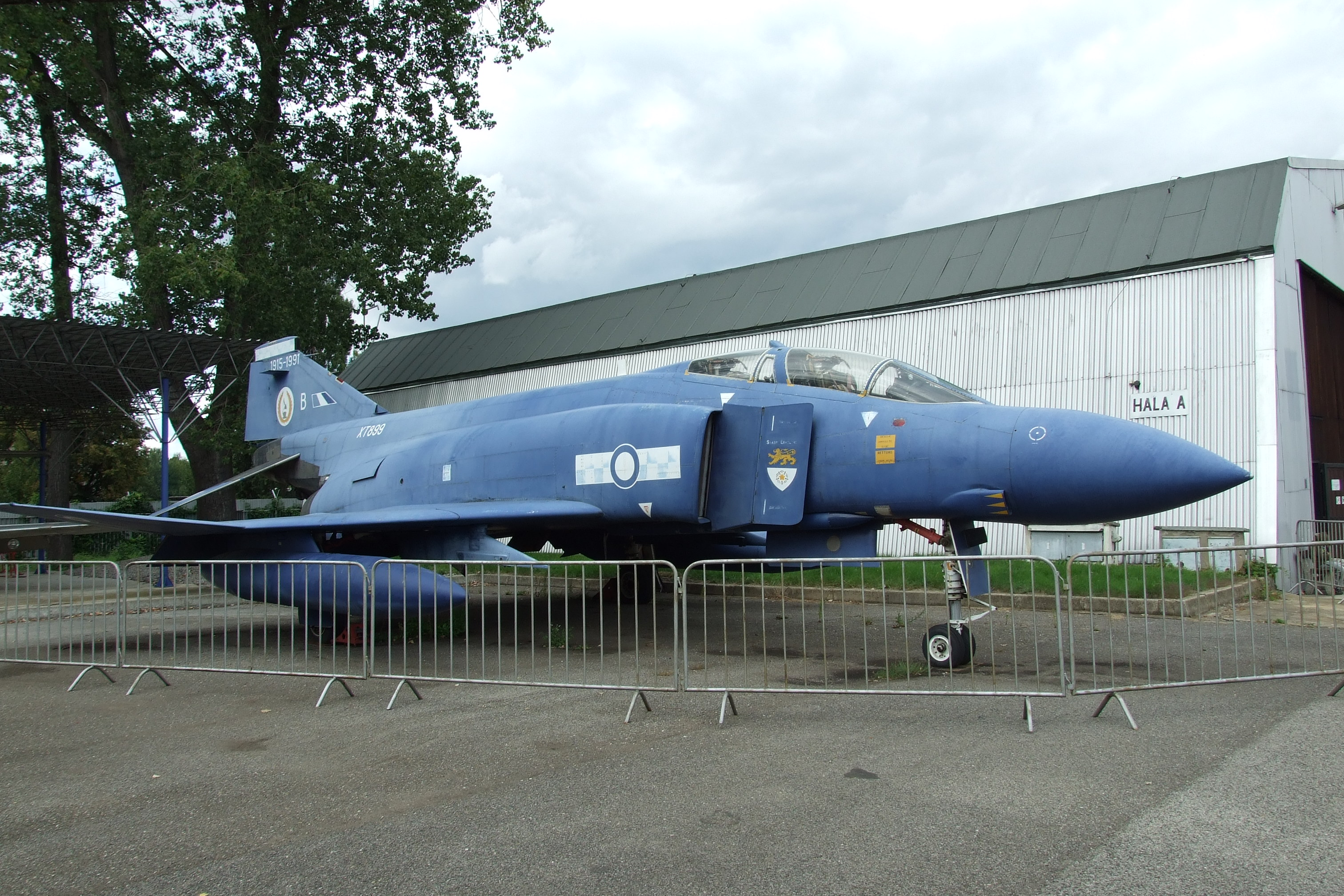
Celomodře zbarvený Phantom FGR.2 sériového čísla XT899/B dříve náležející 19. peruti v Leteckém muzeu Kbely, květen 2007.

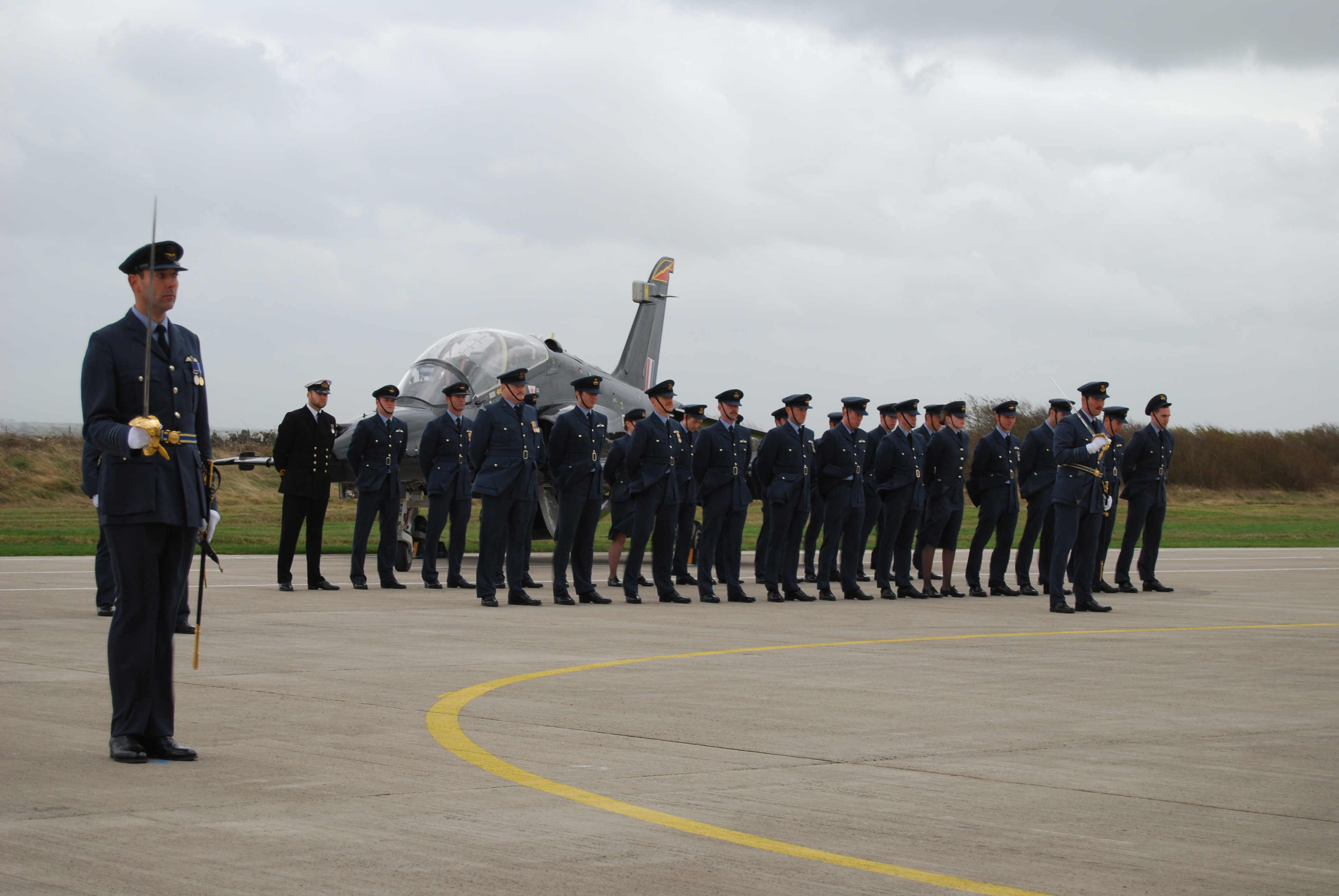
Ceremoniál rozpuštění peruti konaný 24. listopadu 2011 pod vedením Wg/Cdr Kevina Marshe.

| Od            | Do            | Letadlo                       | Varianta         |
| ------------- | ------------- | ----------------------------- | ---------------- |
| Září 1915     | Říjen 1915    | Farman MF.11 Shorthorn        |                  |
| Září 1915     | Říjen 1915    | Avro 504                      |                  |
| Září 1915     | Říjen 1915    | Caudron G.3                   |                  |
| Říjen 1915    | Prosinec 1915 | Royal Aircraft Factory B.E.2  | c                |
| Prosinec 1915 | Prosinec 1915 | Royal Aircraft Factory R.E.7  |                  |
| Únor 1916     | Červenec 1916 | Avro 504                      |                  |
| Únor 1916     | Červenec 1916 | Caudron G.3                   |                  |
| Únor 1916     | Červenec 1916 | Bristol Scout                 |                  |
| Únor 1916     | Červenec 1916 | Martinsyde S.1                |                  |
| Únor 1916     | Červenec 1916 | Royal Aircraft Factory B.E.2  | c                |
| Únor 1916     | Červenec 1916 | Royal Aircraft Factory F.E.2  | b                |
| Únor 1916     | Červenec 1916 | Royal Aircraft Factory R.E.5  |                  |
| Únor 1916     | Červenec 1916 | Royal Aircraft Factory R.E.7  |                  |
| Červen 1916   | Únor 1917     | Royal Aircraft Factory B.E.12 |                  |
| Říjen 1916    | Leden 1918    | SPAD S.VII                    |                  |
| Červen 1917   | Leden 1918    | SPAD S.XIII                   |                  |
| Listopad 1917 | Únor 1919     | Sopwith Dolphin               |                  |
| Duben 1923    | Prosinec 1924 | Sopwith Snipe                 |                  |
| Prosinec 1924 | Duben 1928    | Gloster Grebe                 |                  |
| Březen 1928   | Září 1931     | Armstrong Whitworth Siskin    | Mk.IIIA          |
| Září 1931     | Leden 1935    | Bristol Bulldog               | Mk.IIA           |
| Leden 1935    | Březen 1939   | Gloster Gauntlet              | Mk.I             |
| Září 1936     | Únor 1939     | Gloster Gauntlet              | Mk.II            |
| Srpen 1938    | Prosinec 1940 | Supermarine Spitfire          | Mk.I             |
| Červen 1940   | Září 1940     | Supermarine Spitfire          | Mk.IB            |
| Září 1940     | Listopad 1941 | Supermarine Spitfire          | Mk.IIA           |
| Říjen 1941    | Srpen 1943    | Supermarine Spitfire          | Mk.VB            |
| Září 1942     | Březen 1943   | Supermarine Spitfire          | Mk.VC            |
| Srpen 1943    | Leden 1944    | Supermarine Spitfire          | Mk.IX            |
| Leden 1944    | Duben 1945    | North American Mustang        | Mk.III (P-51B/C) |
| Duben 1945    | Březen 1946   | North American Mustang        | Mk.IV (P-51D)    |
| Březen 1946   | Listopad 1946 | Supermarine Spitfire          | LF.XVIE          |
| Říjen 1946    | Květen 1948   | de Havilland Hornet           | F.1              |
| Březen 1948   | Leden 1951    | de Havilland Hornet           | F.3              |
| Leden 1951    | Červen 1951   | Gloster Meteor                | F.4              |
| Duben 1951    | Leden 1957    | Gloster Meteor                | F.8              |
| Říjen 1956    | Únor 1963     | Hawker Hunter                 | F.6              |
| Listopad 1962 | Říjen 1969    | English Electric Lightning    | F.2              |
| Leden 1968    | Prosinec 1977 | English Electric Lightning    | F.2A             |
| Leden 1977    | Leden 1992    | McDonnell Douglas Phantom II  | FGR.2            |
| Září 1992     | Listopad 2011 | BAE Hawk                      | T.1/T.2          |